# Caleb Brewster
Caleb Brewster (* 12. September 1747 in Setauket, Provinz New York; † 13. Februar 1827 in Black Rock, Connecticut) war ein US-amerikanischer Spion. Während des Amerikanischen Unabhängigkeitskrieges war er Mitglied des Culper Rings, welcher Geheimbotschaften zwischen Major Benjamin Tallmadge, Abraham Woodhull und weiteren Spionen im Bundesstaat New York überbrachte.

## Anfänge
Brewster wurde am 12. September 1747 in der Kleinstadt Setauket auf Long Island geboren. Sein Vater war Benjamin Brewster und seine Mutter Mehitable Brewster.

## Arbeit für den Culper Ring
Am 25. August 1778 überzeugte Benjamin Tallmadge George Washington, dass Abraham Woodhull ein geeigneter Spion auf Long Island wäre. Brewster diente als Kurier zwischen Woodhull und dem Lager Washingtons. Am 4. Februar 1781 wurde die Identität von Brewster enttarnt, sodass er nicht mehr geheim arbeiten konnte. Dennoch schafften die Briten es nicht, Brewster gefangen zu nehmen.

## Weiteres Leben

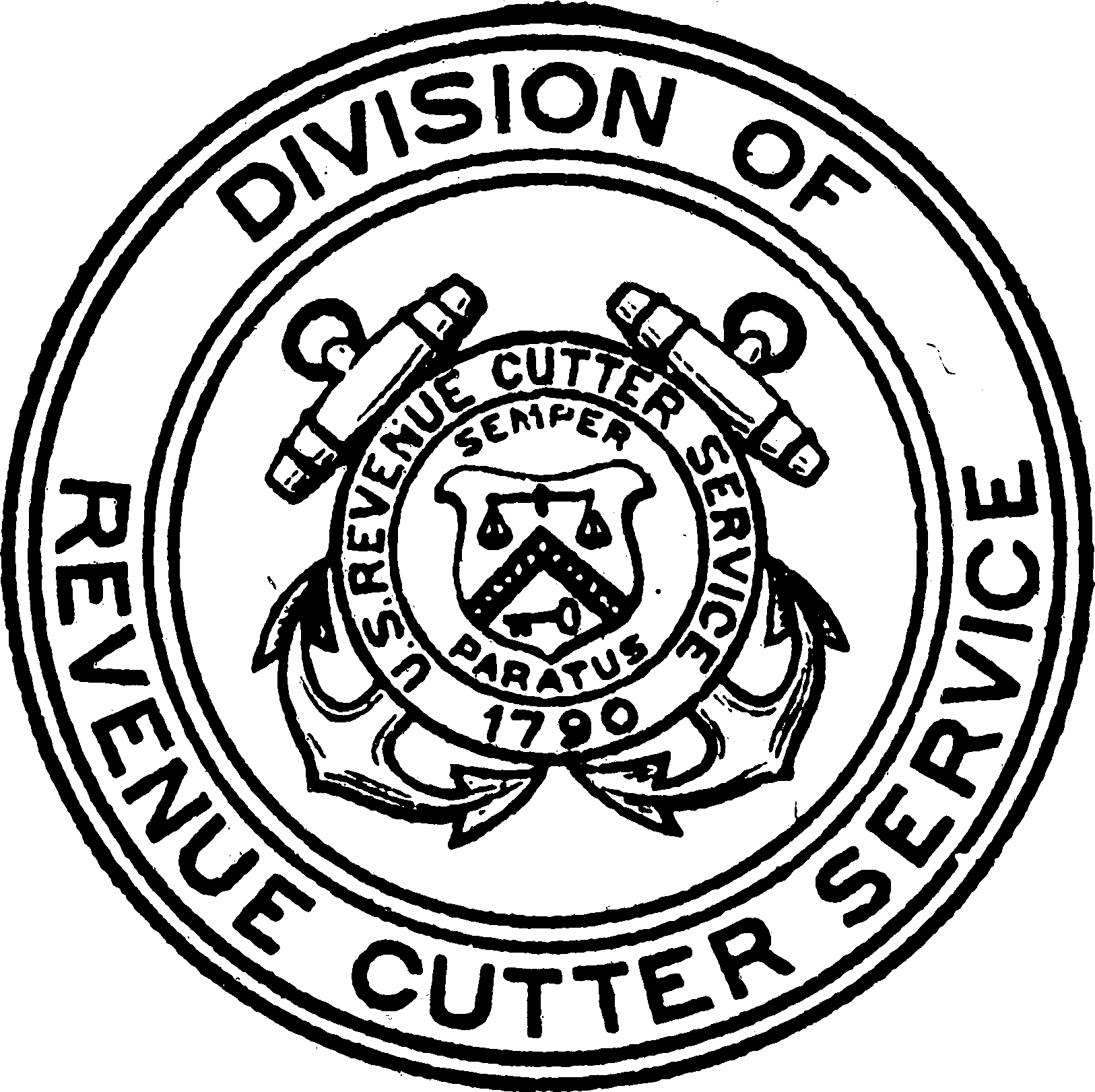
Wappen des United States Revenue Cutter Service

Brewster heiratete später Anne Lewis und arbeitete ab 1793 für den United States Revenue Cutter Service, den Vorgänger der heutigen Küstenwache. Diesem gehörte er, mit einer dreijährigen Auszeit, wegen Unstimmigkeiten mit der von Präsident John Adams durchgeführten Politik, bis 1816 an. Von 1812 bis 1816 kommandierte er schließlich ein Schiff des Dienstes, bis er 1816 mit seiner Frau auf seine Farm in Black Rock, Connecticut zurückkehrte. Dort verstarb er am 13. Februar 1827.

## Verfilmungen
In der US-amerikanischen Historienserie Turn: Washington’s Spies, die sich mit der unter George Washingtons Befehl stehenden Spionageverbindung Culper Ring beschäftigt, spielt Caleb Brewster als Verbindungsoffizier des Spionagerings eine wichtige Rolle.